# Lansford Hastings

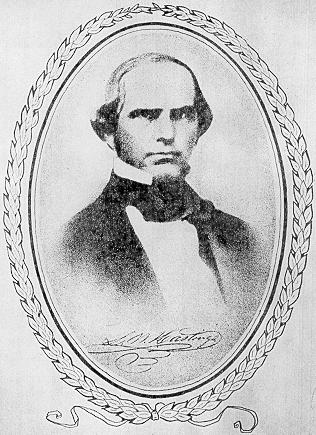
Lansford Warren Hastings, um 1845

Lansford Warren Hastings (* 1819 in Mount Vernon, Ohio, USA; † 1870 in Saint Thomas, Amerikanische Jungferninseln) war ein US-amerikanischer Entdecker und Major der konföderierten Staaten von Amerika. Bekannt ist er vor allem durch den nach ihm benannten Hastings Cutoff, einer vermeintlichen Abkürzung auf der Auswandererroute nach Kalifornien (California Trail) Mitte des 19. Jahrhunderts. Der Hastings Cutoff, der durch die heutigen US-Bundesstaaten Wyoming, Utah und Nevada verläuft, führte die Donner Party von 1846 in die Katastrophe.

## Biografie
Lansford Hastings wurde als Sohn von Dr. Waitstill und Lucinda (Wood) Hastings in Mount Vernon, Ohio, geboren und war ein Nachkomme von Thomas Hastings, der 1634 aus East Anglia in England in die Massachusetts Bay Colony ausgewandert war. Hastings machte eine Ausbildung zum Anwalt. 1842 reiste er über Land nach Oregon und im Frühjahr 1843 nach Alta California, einer dünn besiedelten Provinz Mexikos. Als er 1844 in die Vereinigten Staaten zurückkehrte, hatte er beschlossen, die Abtrennung Kaliforniens von Mexiko zu unterstützen; er hoffte, in der zukünftigen unabhängigen Republik Kalifornien ein hohes Amt bekleiden zu können.

### Hastings Cutoff

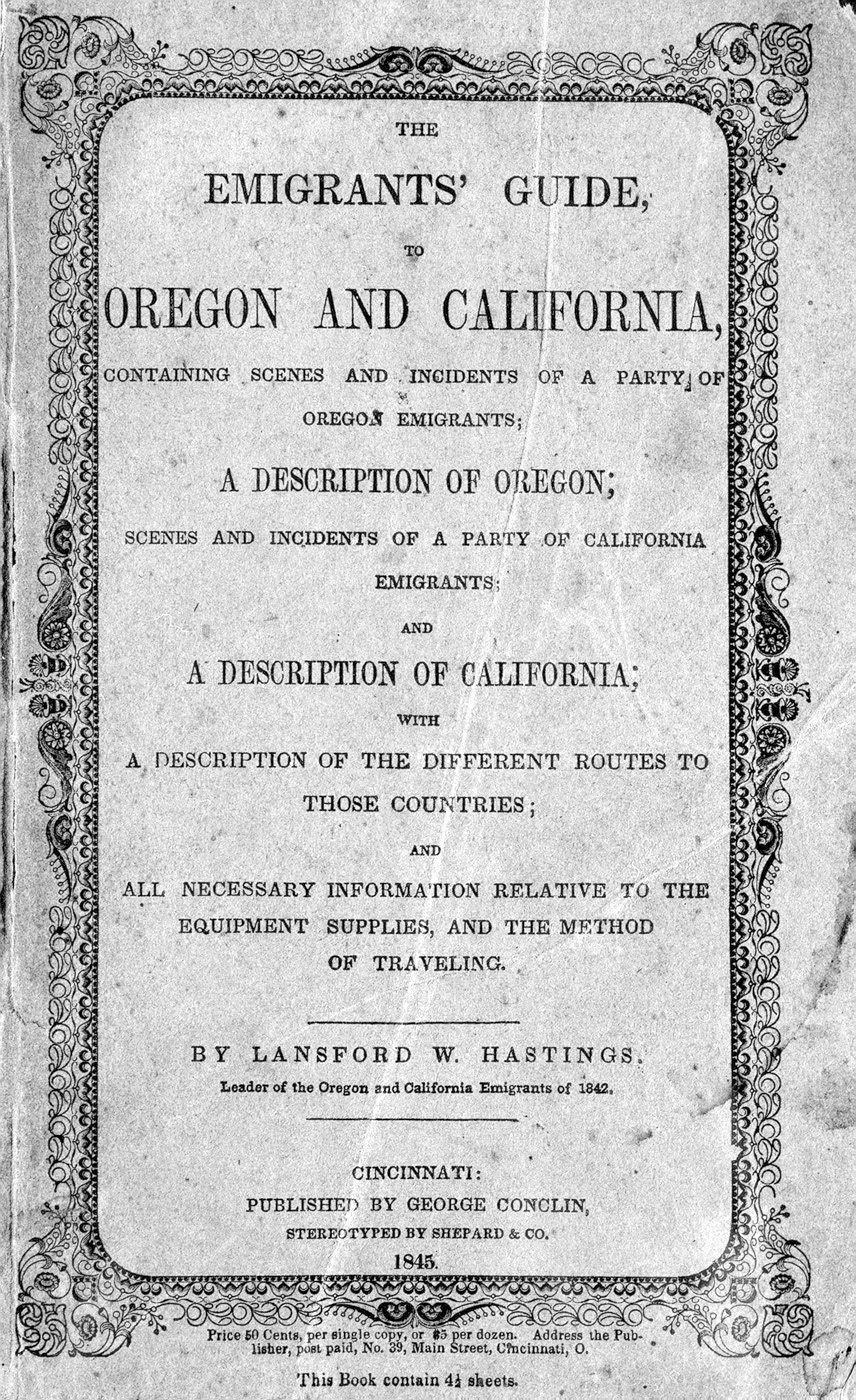
The Emigrants’ Guide to Oregon and California (Titelseite) von Lansford Hastings, veröffentlicht 1845

Hastings schrieb das Handbuch The Emigrants’ Guide to Oregon and California („Der Auswandererführer nach Oregon und Kalifornien“), um US-Amerikaner dazu zu bewegen, nach Kalifornien auszuwandern. Er beschrieb Kalifornien in leuchtenden Worten und gab Überlandreisenden praktische Ratschläge. In seinem Buch schrieb er: „Der direkteste Weg wäre, die Oregon-Route etwa zweihundert Meilen östlich von Fort Hall zu verlassen, dann in West-Südwest-Richtung zum Großer Salzsee und dann weiter hinunter zur Bucht von San Francisco zu reisen.“ Hastings schrieb dies, ohne die empfohlene Route selbst komplett bereist zu haben, und er war sich wohl der Schwierigkeiten beim Überqueren der Wasatchkette und der Großen Salzwüste im Westen Utahs nicht bewusst. Er warb damit, dass seine Überlandroute schneller und besser sei als alle anderen. Seine Bekanntheit als Autor und Wegführer trug dazu bei, die Auswanderer (darunter die Donner Party) davon zu überzeugen, 1846 den Hastings Cutoff zu nehmen; er selbst war als Führer dabei.
Hastings’ Traum vom kalifornischen Imperium brach bald zusammen, als Kalifornien während des Mexikanisch-Amerikanischen Krieges vom US-Militär erobert wurde. 1848 trat Mexiko Kalifornien gemäß dem Vertrag von Guadalupe Hidalgo an die Vereinigten Staaten ab.

### Spätere Jahre
Nachdem er während des Mexikanisch-Amerikanischen Krieges als Kapitän im kalifornischen Bataillon gedient hatte, nahm Hastings wieder seine Anwaltspraxis auf. 1848 heiratete er Charlotte Toler und war Delegierter des kalifornischen Verfassungskonvents von 1849. In den späten 1850er Jahren zog er mit seiner Familie nach Yuma (Arizona), wo er als Postmeister und Territorialrichter diente. Während des Bürgerkriegs stellte sich Hastings auf die Seite des Südens. 1864 reiste er nach Richmond (Virginia), wo er sich mit dem konföderierten Präsidenten Jefferson Davis traf, um seine Unterstützung für einen Plan zu gewinnen, Kalifornien von der Union zu trennen und mit der Konföderation zu vereinen. Bei einem Treffen mit ihm beförderte Präsident Davis Hastings in den Rang eines Majors der Armee der Konföderierten Staaten und bat ihn, eine in Arizona Militäreinheit zusammenzustellen, um Kalifornien zu verteidigen. Aus dem sogenannten „Hastings-Plot“ (Hastings-Komplott) wurde jedoch nichts, da der Krieg im folgenden Jahr mit der Kapitulation der Konföderation endete.
Nach Kriegsende verließen viele verärgerte ehemalige Konföderierte die Vereinigten Staaten, um Kolonien in Brasilien zu gründen. Hastings besuchte die Region, traf Vereinbarungen mit der brasilianischen Regierung und schrieb The Emigrant’s Guide to Brazil (1867), um potenzielle Kolonisten anzuziehen. Er starb 1870 in Saint Thomas auf den Jungferninseln, möglicherweise an Gelbfieber, als er eine Schiffsladung Siedler zu seiner Kolonie in Santarém (Pará) fuhr.